# الکساندر کوزنکوف
الکساندر کوزنکوف (انگلیسی: Aleksandr Kosenkov؛ زادهٔ ۲۸ july ۱۹۵۶ (۶۸ سال)) ورزشکار شیرجه اهل اتحاد جماهیر شوروی سوسیالیستی است.
وی در مسابقات کشوری و بین‌المللی در مجموع برندهٔ ۱ مدال برنز شده‌است.